# Бернар VII д’Арманьяк
Берна́р VII д’Арманья́к (фр. Bernard VII d'Armagnac; ок. 1360 — 12 июня 1418) — граф де Шароле в 1384—1390 годах, с 1391 года — граф д’Арманьяк, де Фезансак и де Родез, с 1402 года — граф де Пардиак, с 1416 года — коннетабль Франции, сын Жана II, графа д’Арманьяка, де Фезансака, де Родеза и де Шароле, и Жанны де Перигор.

## Граф де Шароле
В 1377 году, ещё не будучи рыцарем, он был отмечен за «добрую службу» герцогом д’Анжу, наместником короля в Лангедоке. В 1379 году по поручению герцога де Берри и Штатов Оверни он изгоняет англичан из замков Карла, Осон и Беневан.
После смерти отца он получает Шароле и баронии Казобон, дез Англе и Л’Иль-де-Ное.
Вместе с братом, Жаном III, он успешно борется с Большими компаниями, и чтобы избавить Юг от их бесчинств, дважды (в 1384 и 1389) уводит их в Испанию.
В 1390 году вместе с братом он продал графство Шароле Филиппу II, герцогу Бургундии.

## Граф д’Арманьяк
В 1391 году, после гибели Жана III, по обычаям Юга, основанным на римском праве, его наследство переходило его дочерям. Но Жан II, его отец, в своем завещании, исходя из новомодного салического закона, указал, что если старший брат умрёт, не оставив мужского потомства, всё наследует младший брат. Штаты Арманьяка и Фезансака, после некоторого колебания, утвердили права Бернара VII, исходя из того, что в столь смутные времена во главе графств должен стоять энергичный, решительный воин, а не малолетняя девочка.
Не желая расстаться с графством Комменж, Бернар VII хотел жениться на вдове своего брата, Маргарите де Комменж, тем более что именно он был её первым женихом, но папа не дал разрешения на такой брак. Маргарита поспешила выйти замуж за родственника Бернара VII, Жана д’Арманьяка-Фезансаге, графа де Пардиака, подростка, который был лет на 15 моложе её.
С этим браком связан ряд душераздирающих легенд, без которых не обходится ни одно из упоминаний о Бернаре VII. Оскорблённый граф рассорил супругов, напал на отца Жана, Жеро д’Арманьяка, виконта де Фезансаге, захватил его земли, а самого его заключил в замок Родель, бросив в карцер, заполненный ледяной водой, где тот вскоре умер. Сыновья Жеро д’Арманьяка сдались на милость Бернара VII, тот велел отправить их к отцу. Младший по дороге умер от огорчения, а Жан в заключении был ослеплён, причем чуть ли не собственноручно женой Бернара VII, и тоже вскоре умер. Легенды не учитывают, что Жан и Маргарита рассорились и жили раздельно, и каждый из них обращался к Бернару VII, чтобы тот приструнил противную сторону. Жиро де Фезансаге склонялся на сторону англичан, и Бернар VII занял его земли по приказу короля. Так или иначе, после 1403 года Бернар VII присоединил к своим владениям графство Пардиак, виконтство Фезансаге и остальные земли дома д’Арманьяк-Фезансаге. Протест дочерей Жеро при дворе был сведён «на нет» вмешательством Жана, герцога де Берри, тестя Бернара VII.
В 1397 году по просьбе флорентийцев, воюющих с герцогом Милана, король Карл VI и его Совет поручили ему организовать поход в помощь Флоренции, оплаченный частично королём, частично флорентийцами и их союзниками. Собрав армию, он дошел до Авиньона, где был вынужден задержаться, так как израсходовал свои ресурсы. Флорентийцы, вместо того, чтобы послать ему уже собранные деньги, поспешили заключить перемирие с герцогом Милана, а, узнав об этом, герцог Луи Орлеанский, зять герцога Милана, поспешил отозвать французскую часть, уже направленную в Авиньон. Бернару VII не оставалось ничего, как распустить войска и вернуться в свои земли. При этом он не скрывал обиды ни на Францию, ни на Флоренцию, потерпев из-за всего этого большой ущерб и понеся большие расходы.

## Бургиньоны и арманьяки
В 1403 году он заключает союз с Луи, герцогом Орлеанским. После убийства герцога он берёт под защиту его сыновей и вскоре выдает свою дочь Бонну за Шарля, нового герцога Орлеанского. В 1408 году они объединяются с герцогом Бретани, а в 1410 году к ним присоединяется герцог де Бурбон и его сын, граф де Клермон. Таким образом, формируется группировка противников герцога Бургундского, лидером которой становится Бернар VII. В его честь она получает название «арманьяки». В качестве эмблемы они принимают белый шарф через плечо (или белая повязка на руке), знак, введённый в своих войсках ещё графом Жаном I, дедом Бернара VII. Война между сторонниками принцев Орлеанского дома и сторонниками герцога Бургундского, охватившая всю Францию, получила в истории название «война арманьяков и бургиньонов».
Неудачи арманьяков в попытке захватить бургиньонский Париж охладили вождей лиги, некоторые из них стали, как и их противник, искать союза с Англией. Войска были распущены, и Бернар VII вернулся на Юг, где захватил замок Мюра в Руэрге. Не забывая о планах присоединения Комменжа, он захватывает л’Иль-ан-Додон, где укрылась Маргарита, берёт её в плен и отправляет в тюрьму Лектура. Король Карл VI требует освободить Маргариту и передать Комменж в его руки. Наместник Лангедока, наследственный враг дома д’Арманьяк, Жан де Грайи, граф де Фуа, получает приказ пресечь действия Бернара VII. В ответ Бернар VII объявляет войну лично Жану де Фуа (1413).
Тем временем при Дворе устали от неограниченной власти бургундцев. В Париже господствуют кабошьены. Герцоги де Берри и д’Орлеан изгоняют герцога Бургундского из Совета короля и приглашают Бернара VII. Кабошьены разгромлены, бургундские войска отброшены, взяты Компьен и Суассон. Осада Арраса прервана подписанием перемирия. Бернар VII спешит на Юг и вторгается во владения Жана де Фуа. Только благодаря вмешательству папы между домами д’Арманьяк и де Фуа подписано перемирие на 100 лет (1414).

## Коннетабль Франции
После разгрома при Азенкуре Бернар VII вновь приглашён в Париж. 30 декабря 1415 года ему вручена шпага коннетабля. Через несколько дней он становится верховным капитаном всех крепостей королевства, и ему поручается управление финансами. Таким образом, он становится фактическим правителем государства, которого, казалось бы, уже нет. Ценой самых жестоких, самых непопулярных мер ему удаётся выправить положение. С помощью обременительных налогов, фальшивой монеты, на которую пошли переплавленные церковные сосуды, Бернар VII реорганизовал армию, которую он бросил на Гарфлер. Под страхом жесточайших наказаний он заставил парижан нести службу по охране стен города. Он удержал верными королю важнейшие города страны. Он изгнал в Тур королеву Изабеллу Баварскую, развращённый нрав которой ослаблял партию короля.
29 мая 1418 года несколько горожан, сторонников бургиньонов, тайно впустили в город армию герцога Бургундского, которого сопровождала бежавшая из Тура королева Изабелла Баварская. Началась расправа над арманьяками. В этот день было убито около 4000 человек. Через несколько дней озверевшая толпа набросилась на тюрьмы, где содержались уцелевшие арманьяки, и добила ещё 1600 пленников. Бернара VII мучили в течение трёх дней, а на четвёртый милостиво зарезали. «Так погиб этот ужасный человек, который высоко поднял имя своего дома, и кто олицетворял в этот момент национальное сопротивление перед иностранными захватчиками. Так как этот хищник и все его головорезы были последними защитниками Карла VI и бедного короля Буржа». (Аббат де Монлезен. «История Гаскони»).

## Семья и дети
В декабре 1393 года он женился на Бонне Беррийской (1365 — 30 декабря 1435), дочери Жана Французского (1340—1416), герцога де Берри, и своей тетки, Жанны д’Арманьяк (ок. 1346—1387), вдове графа Амадея VII Савойского (1360—1391) и матери Амадея VIII (1383—1451), первого герцога Савойи, впоследствии антипапы Феликса V (1439—1449).
От этого брака родились:
- Жан IV (1396—1450), граф д’Арманьяк, де Фезансак и де Роде.
- Бернар (1400—1462), граф де Пардиак, позже, благодаря браку, герцог де Немур и граф де Ла Марш.
- Мария (1397—1404/05).
- Бонна (1399—1415), с 1410 года — жена Шарля (май 1391—1465), герцога Орлеанского.
- Анна (1402—1473), с 1417 — жена Шарля II (1407—1471), сеньора д’Альбре и графа де Дрё.
- Жанна (родилась и умерла в 1403).
- Беатриса (1406 — ок. 1418).

Некоторые исследователи считают его сыном, возможно — незаконным, Бонома д’Арманьяка († 1427), епископа Тарба. Другие же считают его сыном Жеро д’Арманьяка, сеньора де Терма, сенешаля Арманьяка.